# An Bun Beag
An Bun Beag (in inglese: Bunbeg) è un piccolo abitato del Donegal, in Irlanda, facente parte della vasta comunità gaeltacht di Gaoth Dobhair.
Il villaggio è noto per il regolare servizio di trasporto, svolto da un piccolo traghetto, per l'isola di Gola, meta ambita dagli arrampicatori e per la suggestiva spiaggia di Magheraclogher col relitto dell'imbarcazione Bad Eddie.